# 上海公共交通カード
上海公共交通カード（シャンハイこうきょうこうつうカード）は、上海市の公共交通機関などにおいて利用できる非接触式ICカードである。1999年12月末に導入された。

## 利用
上海市の公共交通機関の、バス、トロリーバス、上海地下鉄、フェリー、タクシー、磁浮線、張江有軌電車、高速道路のほかに、ガソリンスタンド、上海旅遊集散センターのチケットセンター、外灘の観光トンネルなどでも利用可能である。
2006年6月より無錫太湖公共交通カードとも相互利用可能となっており、その他蘇州市、杭州市でも利用可能となっている。
上海公共交通カードを利用すると
1. 上海トランスラピッドの運賃が2割引（50元→40元）となる。
2. 上海火車站駅、虹橋2号航站楼駅、南京西路駅など、改札外乗換となる駅でも通し運賃が適用される。
3. 上海地下鉄2号線と張江有軌電車を乗り継ぐ際には割引運賃が適用される。
4. 2時間以内に、バス-バス乗り換え、バス-地下鉄乗り換え(逆も可)を行うと、運賃が1元引きとなる。

などのメリットがある。
もっとも、運賃以外の面でも、上海地下鉄の券売機は混雑しやすく(特に上海火車站駅など)、硬貨のみ使用可能という機種もあるので、待たずにすぐ改札を通れるという利点は大きい。
また、2005年9月に上海地下鉄の料金が改定された際に、利用者への負担軽減策として上海公共交通カード利用者のみ1ヶ月で70元以上利用した場合その月の間、以後使用する分の運賃が10%割引となる。

### 利用方法
地下鉄、上海トランスラピッドに乗車する場合は改札機の上部に緑色のセンサーがあり、そこにカードをかざせば改札を通ることができる。
上海地下鉄の普通乗車券、上海トランスラピッドの普通乗車券、往復乗車券、割引乗車券も使い切りのICカードとなっており、入場時の対応は同じで、出場時に回収口に投入する形式になっている。回収された乗車券は再利用する。

バスに「交通一卡通、瀟洒一揮」と書かれた標語

バス・トロリーバス利用の際は乗車時にカードをセンサーにかざせばよい。車掌がいる場合は、行き先を告げ、車掌の持っているセンサーにかざせばよい。
但し、乗換割引などの理由で、複数人数分を一枚のカードで支払うことはできない。カードは10分ほど間を置かないと、使用することができない。カードは人数分用意するのが望ましい。
渡し船での使用は、歩行者、自転車、バイクなどに分けられた改札に注意し、センサーにかざす。

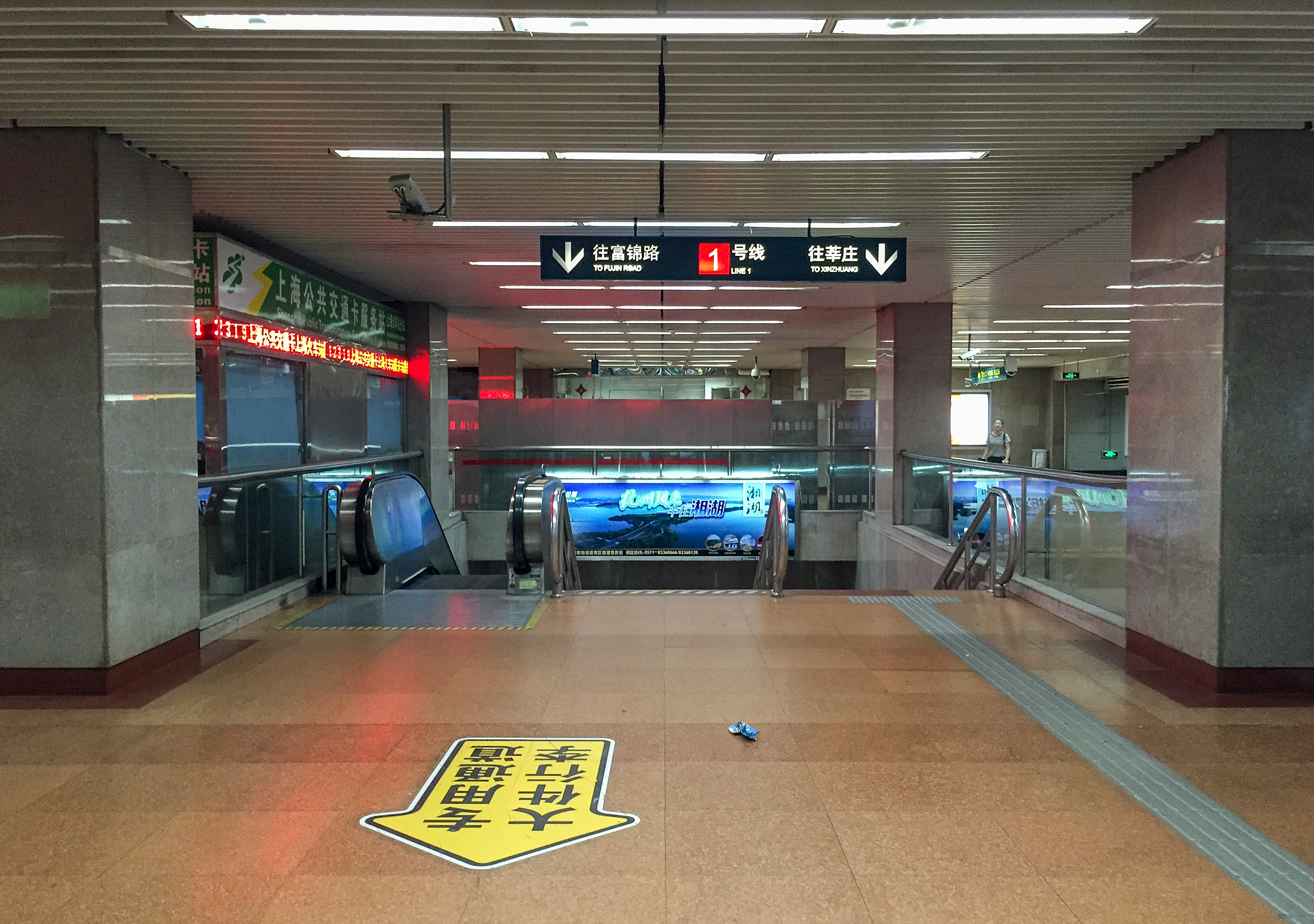
上海火車站駅に設置されたサービスステーション

チャージは地下鉄駅及び一部のコンビニにおいて可能であったが、2017年より自動チャージ機の普及により100箇所の駅窓口においてチャージが不可能になった。自動チャージ機では銀聯カード及び支付宝（アリペイ）のみでの支払いが可能となっており、現金でのチャージはできない。現金でのチャージを希望する場合、窓口にてチャージが可能な駅もしくは好徳、可的、良友などのコンビニ（一部店舗に限られる）に赴く必要がある。

## 上海公共交通カードの形式
上海公共交通カードには下記の7つの形式がある。
- 標準カード
- 記念カード
- ミニカード
- パーソナルカード
- 腕時計形
- 乗车码(QRコード)
- モバイル決済サービス(Apple Pay等)

標準カードでは使用しなくなった際に返却すればデポジット（2007年11月以降は30元）の返金が可能で、10元を超える払戻の場合は、10%の手数料がかかる。カード自体も再利用される。
モバイル決済サービスで発行したり、物理カードを取り込む場合、20元のデポジットが必要となる。これは窓口で物理カードに戻すか、アプリでカードを削除する際に返却される。
他のカードについてはデポジットの返金はない。
チャージは上海地下鉄の各駅やコンビニエンスストアなどで可能で、入金単位は10元以上10元単位で最高1000元までとなっている。
上海地下鉄の各駅の自動券売機では50元単位で発売している。最後に利用した日から5年間有効で有効期間が過ぎると窓口で手続き（無料）をしない限り利用できなくなる。
パーソナルカードは南京西路駅でのみ発売されており、1枚100元で90元がカスタムデザイン代として回収され、残りの10元がICカードにチャージされる。
乗车码は専用のアプリの他、支付宝や微信でもミニアプリとして提供されている。
モバイル決済サービスへ取り込んだ場合、例えばiPhoneとApple Watchで同じカードを同時に利用することはできない。
Apple Payで利用する場合、Apple Payに登録した銀聯カードからチャージすることも可能である。
モバイル決済サービスで発行したカードは、専用のアプリによりデザインが変更可能である。一部のデザインは有料であり、30日で2元、90日で5元、365日で20元の手数料が掛かる。
モバイル決済サービスのアプリを利用する場合、実名認証が必要である。中国の身分証、もしくは通常の5年もしくは10年パスポートが必要である。